# Fareham (circonscription du Parlement britannique)
Circonscription parlementaire de la Chambre des communes
La circonscription de Fareham est une circonscription parlementaire britannique située dans le Hampshire, et représentée à la Chambre des communes du Parlement britannique depuis 2015 par Suella Braverman du Parti conservateur.

## Members of Parliament

### MPs 1885–1950
| Élection | Élection                | Membre                                           | Membre                                           | Parti                                            |
| -------- | ----------------------- | ------------------------------------------------ | ------------------------------------------------ | ------------------------------------------------ |
|          | 1885                    | Sir Frederick Fitzwygram                         |                                                  | Conservateur                                     |
|          | 1900                    | Arthur Lee                                       |                                                  | Conservateur                                     |
|          | 1918                    | John Davidson                                    |                                                  | Conservateur                                     |
|          | Élection partielle 1931 | Thomas Inskip                                    |                                                  | Conservateur                                     |
|          | Élection partielle 1939 | Dymoke White                                     |                                                  | Conservateur                                     |
|          | 1950                    | circonscription abolie: voir Gosport and Fareham | circonscription abolie: voir Gosport and Fareham | circonscription abolie: voir Gosport and Fareham |

### MPs depuis 1974
| Élection | Élection     | Membre           | Membre | Parti        |
| -------- | ------------ | ---------------- | ------ | ------------ |
|          | février 1974 | Reginald Bennett |        | Conservateur |
|          | 1979         | Sir Peter Lloyd  |        | Conservateur |
|          | 2001         | Mark Hoban       |        | Conservateur |
|          | 2015         | Suella Braverman |        | Conservateur |

## Élections

### Élections dans les années 2010
| Parti         | Parti                | Candidat             | Voix   | %    | ±    |
| ------------- | -------------------- | -------------------- | ------ | ---- | ---- |
|               | Conservateur         | Suella Braverman     | 36,459 | 63,7 | +0.7 |
|               | Travailliste         | Matthew Randall      | 10,373 | 18,1 | -7.1 |
|               | Libéral Démocrate    | Matthew Winnington   | 8,006  | 14,0 | +7.2 |
|               | Green                | Nick Lyle            | 2,412  | 4,2  | +1.9 |
| Majorité      | Majorité             | Majorité             | 26,086 | 45,6 | +7.8 |
| Participation | Participation        | Participation        | 57,250 | 73,1 | +0.8 |
|               | Conservateur retenir | Conservateur retenir | Swing  | +3.9 |      |

| Parti         | Parti                | Candidat             | Voix   | %    | ±     |
| ------------- | -------------------- | -------------------- | ------ | ---- | ----- |
|               | Conservateur         | Suella Fernandes     | 35,915 | 63,0 | +6.9  |
|               | Travailliste         | Matthew Randall      | 14,360 | 25,2 | +10.9 |
|               | Libéral Démocrate    | Matthew Winnington   | 3,896  | 6,8  | -2.0  |
|               | UKIP                 | Tony Blewett         | 1,541  | 2,7  | -12.7 |
|               | Green                | Miles Grindey        | 1,302  | 2,3  | -1.6  |
| Majorité      | Majorité             | Majorité             | 21,555 | 37,8 | -2.9  |
| Participation | Participation        | Participation        | 57,014 | 72,3 | +1.5  |
|               | Conservateur retenir | Conservateur retenir | Swing  | -2.0 |       |

| Parti         | Parti                | Candidat             | Voix   | %    | ±     |
| ------------- | -------------------- | -------------------- | ------ | ---- | ----- |
|               | Conservateur         | Suella Fernandes     | 30,689 | 56,1 | +0.8  |
|               | UKIP                 | Malcolm Jones        | 8,427  | 15,4 | +11.3 |
|               | Travailliste         | Stuart Rose          | 7,800  | 14,3 | +0.1  |
|               | Libéral Démocrate    | Matthew Winnington   | 4,814  | 8,8  | −15.0 |
|               | Green                | Miles Grindey        | 2,129  | 3,9  | +2.4  |
|               | Indépendant          | Nick Gregory         | 705    | 1,3  | N/A   |
|               | Indépendant          | Harvey Hines         | 136    | 0,2  | N/A   |
| Majorité      | Majorité             | Majorité             | 22,262 | 40,7 | +9.2  |
| Participation | Participation        | Participation        | 54,700 | 70,8 | -0.8  |
|               | Conservateur retenir | Conservateur retenir | Swing  | -5.3 |       |

| Parti         | Parti                | Candidat             | Voix   | %    | ±     |
| ------------- | -------------------- | -------------------- | ------ | ---- | ----- |
|               | Conservateur         | Mark Hoban           | 30,037 | 55,3 | +5.6  |
|               | Libéral Démocrate    | Alex Bentley         | 12,945 | 23,8 | +2.1  |
|               | Travailliste         | James Carr           | 7,719  | 14,2 | −11.4 |
|               | UKIP                 | Steve Richards       | 2,235  | 4,1  | +1.2  |
|               | Green                | Peter Doggett        | 791    | 1,5  | N/A   |
|               | Démocrates anglais   | Joe Jenkins          | 618    | 1,1  | N/A   |
| Majorité      | Majorité             | Majorité             | 17,092 | 31,5 | +7.4  |
| Participation | Participation        | Participation        | 54,345 | 71,6 | +4.7  |
|               | Conservateur retenir | Conservateur retenir | Swing  | +1.7 |       |

### Élections dans les années 2000
| Parti         | Parti                | Candidat             | Voix   | %    | ±    |
| ------------- | -------------------- | -------------------- | ------ | ---- | ---- |
|               | Conservateur         | Mark Hoban           | 24,151 | 49,7 | +2.6 |
|               | Travailliste         | James Carr           | 12,449 | 25,6 | −6.0 |
|               | Libéral Démocrate    | Richard de Ste-Croix | 10,551 | 21,7 | +3.0 |
|               | UKIP                 | Peter Mason-Apps     | 1,425  | 2,9  | +0.3 |
| Majorité      | Majorité             | Majorité             | 11,702 | 24,1 | +8.7 |
| Participation | Participation        | Participation        | 48,576 | 66,9 | +3.4 |
|               | Conservateur retenir | Conservateur retenir | Swing  | +4.3 |      |

| Parti         | Parti                | Candidat             | Voix   | %    | ±    |
| ------------- | -------------------- | -------------------- | ------ | ---- | ---- |
|               | Conservateur         | Mark Hoban           | 21,389 | 47,1 | +0.3 |
|               | Travailliste         | James Carr           | 14,380 | 31,6 | +4.6 |
|               | Libéral Démocrate    | Hugh Pritchard       | 8,503  | 18,7 | −0.9 |
|               | UKIP                 | William O’Brien      | 1,175  | 2,6  | N/A  |
| Majorité      | Majorité             | Majorité             | 7,009  | 15,4 | −4.4 |
| Participation | Participation        | Participation        | 45,447 | 63,5 | −3.4 |
|               | Conservateur retenir | Conservateur retenir | Swing  |      |      |

### Élections dans les années 1990
| Parti         | Parti                | Candidat             | Voix   | %    | ±     |
| ------------- | -------------------- | -------------------- | ------ | ---- | ----- |
|               | Conservateur         | Peter Lloyd          | 24,436 | 46,8 | −14.2 |
|               | Travailliste         | Michael A. Prior     | 14,078 | 27,0 | +13.8 |
|               | Libéral Démocrate    | Grace Hill           | 10,234 | 19,6 | −5.0  |
|               | Référendum           | Dayne Markham        | 2,914  | 5,6  | +5.6  |
|               | No to Europe         | William O'Brien      | 515    | 1,0  | N/A   |
| Majorité      | Majorité             | Majorité             | 10,358 | 19,8 | −16.6 |
| Participation | Participation        | Participation        | 48,576 | 66,9 | +3.4  |
|               | Conservateur retenir | Conservateur retenir | Swing  |      |       |

| Parti         | Parti                | Candidat             | Voix   | %    | ±    |
| ------------- | -------------------- | -------------------- | ------ | ---- | ---- |
|               | Conservateur         | Peter Lloyd          | 40,482 | 61,0 | −0.1 |
|               | Libéral Démocrate    | John C. Thompson     | 16,341 | 24,6 | −5.3 |
|               | Travailliste         | Elizabeth M. Weston  | 8,766  | 13,2 | +4.1 |
|               | Green                | Malcolm J. Brimecome | 818    | 1,2  | N/A  |
| Majorité      | Majorité             | Majorité             | 24,141 | 36,4 | +5.1 |
| Participation | Participation        | Participation        | 66,407 | 81,9 | +3.4 |
|               | Conservateur retenir | Conservateur retenir | Swing  | +2.6 |      |

### Élections dans les années 1980
| Parti         | Parti                | Candidat             | Voix   | %    | ±    |
| ------------- | -------------------- | -------------------- | ------ | ---- | ---- |
|               | Conservateur         | Peter Lloyd          | 36,781 | 61,1 | −0.7 |
|               | Liberal              | Timothy Slack        | 17,986 | 29,9 | −1.1 |
|               | Travailliste         | Michael Merritt      | 5,451  | 9,0  | +1.8 |
| Majorité      | Majorité             | Majorité             | 18,795 | 31,2 |      |
| Participation | Participation        | Participation        | 60,218 | 78,4 |      |
|               | Conservateur retenir | Conservateur retenir | Swing  |      |      |

| Parti         | Parti                | Candidat             | Voix   | %    | ± |
| ------------- | -------------------- | -------------------- | ------ | ---- | - |
|               | Conservateur         | Peter Lloyd          | 32,762 | 61,8 |   |
|               | Liberal              | Steve Yolland        | 16,446 | 31,0 |   |
|               | Travailliste         | D. Sommerville       | 3,808  | 7,2  |   |
| Majorité      | Majorité             | Majorité             | 16,316 | 30,8 |   |
| Participation | Participation        | Participation        | 53,016 | 73,7 |   |
|               | Conservateur retenir | Conservateur retenir | Swing  |      |   |

### Élections dans les années 1970
| Parti         | Parti                | Candidat             | Voix   | %    | ± |
| ------------- | -------------------- | -------------------- | ------ | ---- | - |
|               | Conservateur         | Peter Lloyd          | 28,730 | 59,0 |   |
|               | Liberal              | W.P. Boulden         | 11,685 | 24,0 |   |
|               | Travailliste         | B.R. Townsend        | 8,041  | 16,5 |   |
|               | National Front       | D.C. Vine            | 252    | 0,5  |   |
| Majorité      | Majorité             | Majorité             | 17,045 | 35,0 |   |
| Participation | Participation        | Participation        |        | 79,1 |   |
|               | Conservateur retenir | Conservateur retenir | Swing  |      |   |

| Parti         | Parti                    | Candidat             | Voix   | %    | ± |
| ------------- | ------------------------ | -------------------- | ------ | ---- | - |
|               | Conservateur             | Reginald Bennett     | 19,053 | 43,2 |   |
|               | Liberal                  | P. Smith             | 14,605 | 33,1 |   |
|               | Travailliste             | B.R. Townsend        | 8,153  | 18,5 |   |
|               | Conservateur indépendant | W.P. Boulden         | 1,727  | 3,9  |   |
|               | National Front           | R.M. Doughty         | 617    | 1,4  |   |
| Majorité      | Majorité                 | Majorité             | 4,448  | 10,1 |   |
| Participation | Participation            | Participation        | 44,155 | 77,0 |   |
|               | Conservateur retenir     | Conservateur retenir | Swing  |      |   |

| Parti         | Parti                                  | Candidat         | Voix   | %    | ±   |
| ------------- | -------------------------------------- | ---------------- | ------ | ---- | --- |
|               | Conservateur                           | Reginald Bennett | 22,303 | 47,6 | N/A |
|               | Liberal                                | P. Smith         | 14,426 | 30,8 | N/A |
|               | Travailliste                           | J. Horne         | 8,237  | 17,6 | N/A |
|               | Conservateur indépendant               | W.P. Boulden     | 1,879  | 4,0  | N/A |
| Majorité      | Majorité                               | Majorité         | 7,877  | 16,8 | N/A |
| Participation | Participation                          | Participation    | 46,845 | 82,4 | N/A |
|               | Conservateur vainqueur (nouveau siège) |                  |        |      |     |

## Résultats élection 1885-1950

### Élections dans les années 1880
| Parti              | Parti                                  | Candidat                    | Voix   | %    | ±   |
| ------------------ | -------------------------------------- | --------------------------- | ------ | ---- | --- |
|                    | Conservateur                           | Frederick Fitzwygram        | 5,177  | 53,4 | N/A |
|                    | Liberal                                | Reginald Garton Wilberforce | 4,518  | 46,6 | N/A |
| Majorité           | Majorité                               | Majorité                    | 659    | 6,8  | N/A |
| Participation      | Participation                          | Participation               | 9,695  | 79,7 | N/A |
| Registre électeurs | Registre électeurs                     | Registre électeurs          | 12,162 |      |     |
|                    | Conservateur vainqueur (nouveau siège) |                             |        |      |     |

| Parti | Parti             | Candidat             | Voix            | %               | ±               |
| ----- | ----------------- | -------------------- | --------------- | --------------- | --------------- |
|       | Conservateur      | Frederick Fitzwygram | Sans opposition | Sans opposition | Sans opposition |
|       | Conservateur hold |                      |                 |                 |                 |

### Élections dans les années 1890
| Parti              | Parti                | Candidat             | Voix   | %    | ±   |
| ------------------ | -------------------- | -------------------- | ------ | ---- | --- |
|                    | Conservateur         | Frederick Fitzwygram | 6,086  | 57,2 | N/A |
|                    | Liberal              | James Grab Niven     | 4,547  | 42,8 | N/A |
| Majorité           | Majorité             | Majorité             | 1,539  | 14,4 | N/A |
| Participation      | Participation        | Participation        | 10,633 | 77,0 | N/A |
| Registre électeurs | Registre électeurs   | Registre électeurs   | 13,816 |      |     |
|                    | Conservateur retenir | Conservateur retenir | Swing  | N/A  |     |

| Parti | Parti             | Candidat             | Voix            | %               | ±               |
| ----- | ----------------- | -------------------- | --------------- | --------------- | --------------- |
|       | Conservateur      | Frederick Fitzwygram | Sans opposition | Sans opposition | Sans opposition |
|       | Conservateur hold |                      |                 |                 |                 |

### Élections dans les années 1900
| Parti              | Parti                | Candidat             | Voix   | %    | ±   |
| ------------------ | -------------------- | -------------------- | ------ | ---- | --- |
|                    | Conservateur         | Arthur Lee           | 7,375  | 65,8 | N/A |
|                    | Liberal              | Robert Tweedy-Smith  | 3,828  | 34,2 | N/A |
| Majorité           | Majorité             | Majorité             | 3,547  | 31,6 | N/A |
| Participation      | Participation        | Participation        | 11,203 | 69,8 | N/A |
| Registre électeurs | Registre électeurs   | Registre électeurs   | 16,050 |      |     |
|                    | Conservateur retenir | Conservateur retenir | Swing  | N/A  |     |

| Parti | Parti             | Candidat   | Voix            | %               | ±               |
| ----- | ----------------- | ---------- | --------------- | --------------- | --------------- |
|       | Conservateur      | Arthur Lee | Sans opposition | Sans opposition | Sans opposition |
|       | Conservateur hold |            |                 |                 |                 |

| Parti              | Parti                | Candidat             | Voix   | %     | ±     |
| ------------------ | -------------------- | -------------------- | ------ | ----- | ----- |
|                    | Conservateur         | Arthur Lee           | 7,683  | 54,8  | −11.0 |
|                    | Liberal              | George Evatt         | 6,331  | 45,2  | +11.0 |
| Majorité           | Majorité             | Majorité             | 1,352  | 9,6   | −22.0 |
| Participation      | Participation        | Participation        | 14,014 | 80,5  | +10.7 |
| Registre électeurs | Registre électeurs   | Registre électeurs   | 17,398 |       |       |
|                    | Conservateur retenir | Conservateur retenir | Swing  | −11.0 |       |

### Élections dans les années 1910
| Parti              | Parti                | Candidat             | Voix   | %    | ±     |
| ------------------ | -------------------- | -------------------- | ------ | ---- | ----- |
|                    | Conservateur         | Arthur Lee           | 10,117 | 63,7 | +8.9  |
|                    | Liberal              | John Sandy           | 5,763  | 36,3 | −8.9  |
| Majorité           | Majorité             | Majorité             | 4,354  | 27,4 | +17.8 |
| Participation      | Participation        | Participation        | 15 880 | 84,9 | +4.4  |
| Registre électeurs | Registre électeurs   | Registre électeurs   | 18,695 |      |       |
|                    | Conservateur retenir | Conservateur retenir | Swing  | +8.9 |       |

| Parti | Parti             | Candidat   | Voix            | %               | ±               |
| ----- | ----------------- | ---------- | --------------- | --------------- | --------------- |
|       | Conservateur      | Arthur Lee | Sans opposition | Sans opposition | Sans opposition |
|       | Conservateur hold |            |                 |                 |                 |

Élection générale 1914/15:
Une autre élection générale devait avoir lieu avant la fin de 1915. Les partis politiques préparaient les élections et, en juillet 1914, les candidats suivants avaient été sélectionnés;
- Unioniste: Arthur Lee
- Libéral:

| Parti | Parti          | Candidat      | Voix            | %               | ±               |
| ----- | -------------- | ------------- | --------------- | --------------- | --------------- |
|       | Unioniste      | John Davidson | Sans opposition | Sans opposition | Sans opposition |
|       | Unioniste hold |               |                 |                 |                 |

| Parti                                                 | Parti          | Candidat      | Voix            | %               | ±               |
| ----------------------------------------------------- | -------------- | ------------- | --------------- | --------------- | --------------- |
| C                                                     | Unioniste      | John Davidson | Sans opposition | Sans opposition | Sans opposition |
|                                                       | Unioniste hold |               |                 |                 |                 |
| C candidat approuvé par le gouvernement de coalition. |                |               |                 |                 |                 |

### Élections dans les années 1920
| Parti         | Parti             | Candidat          | Voix   | %    | ±   |
| ------------- | ----------------- | ----------------- | ------ | ---- | --- |
|               | Unioniste         | John Davidson     | 17,008 | 73,1 | n/a |
|               | Travailliste      | C H Hoare         | 6,245  | 26,9 | n/a |
| Majorité      | Majorité          | Majorité          | 10,763 | 46,2 | n/a |
| Participation | Participation     | Participation     |        | 67,4 | n/a |
|               | Unioniste retenir | Unioniste retenir | Swing  | n/a  |     |

| Parti         | Parti             | Candidat            | Voix   | %    | ±    |
| ------------- | ----------------- | ------------------- | ------ | ---- | ---- |
|               | Unioniste         | John Davidson       | 14,787 | 69,4 | -3.7 |
|               | Travailliste      | Joseph Bowron Baker | 6,526  | 30,6 | +3.7 |
| Majorité      | Majorité          | Majorité            | 8,261  | 38,8 | -7.4 |
| Participation | Participation     | Participation       |        | 59,7 | -7.7 |
|               | Unioniste retenir | Unioniste retenir   | Swing  | -3.7 |      |

| Parti         | Parti             | Candidat            | Voix   | %    | ±     |
| ------------- | ----------------- | ------------------- | ------ | ---- | ----- |
|               | Unioniste         | John Davidson       | 19,108 | 75,2 | +5.8  |
|               | Travailliste      | Joseph Bowron Baker | 6,304  | 24,8 | -5.8  |
| Majorité      | Majorité          | Majorité            | 12,804 | 50,4 | +11.6 |
| Participation | Participation     | Participation       |        | 68,8 | +9.1  |
|               | Unioniste retenir | Unioniste retenir   | Swing  | +5.8 |       |

| Parti         | Parti             | Candidat               | Voix   | %    | ±     |
| ------------- | ----------------- | ---------------------- | ------ | ---- | ----- |
|               | Unioniste         | John Davidson          | 19,756 | 54,2 | -21.0 |
|               | Liberal           | Conyngham Peters Cross | 8,630  | 23,7 | n/a   |
|               | Travailliste      | Arthur James Pearson   | 8,034  | 22,1 | -2.7  |
| Majorité      | Majorité          | Majorité               | 11,126 | 30,5 | -19.9 |
| Participation | Participation     | Participation          |        | 68,0 | -0.8  |
|               | Unioniste retenir | Unioniste retenir      | Swing  | n/a  |       |

### Élections dans les années 1930
| Parti         | Parti                | Candidat               | Voix   | %    | ± |
| ------------- | -------------------- | ---------------------- | ------ | ---- | - |
|               | Conservateur         | Thomas Inskip          | 18,749 | 65,6 |   |
|               | Travailliste         | Arthur James Pearson   | 6,312  | 22,1 |   |
|               | Liberal              | Conyngham Peters Cross | 3,517  | 12,3 |   |
| Majorité      | Majorité             | Majorité               | 12,437 |      |   |
| Participation | Participation        | Participation          |        | 50,3 |   |
|               | Conservateur retenir | Conservateur retenir   | Swing  |      |   |

| Parti | Parti                | Candidat             | Voix      | %   | ±   |
| ----- | -------------------- | -------------------- | --------- | --- | --- |
|       | Conservateur         | Thomas Inskip        | Unopposed | n/a | n/a |
|       | Conservateur retenir | Conservateur retenir | Swing     | n/a |     |

| Parti         | Parti                | Candidat             | Voix   | %     | ± |
| ------------- | -------------------- | -------------------- | ------ | ----- | - |
|               | Conservateur         | Thomas Inskip        | 31,794 | 75,07 |   |
|               | Travailliste         | Robert Mack          | 10,561 | 24,93 |   |
| Majorité      | Majorité             | Majorité             | 21,233 | 50,13 |   |
| Participation | Participation        | Participation        |        | 61,92 |   |
|               | Conservateur retenir | Conservateur retenir | Swing  |       |   |

| Parti | Parti                | Candidat             | Voix      | % | ± |
| ----- | -------------------- | -------------------- | --------- | - | - |
|       | Conservateur         | Dymoke White         | Unopposed |   |   |
|       | Conservateur retenir | Conservateur retenir | Swing     |   |   |

### Élections dans les années 1940
| Parti         | Parti                | Candidat             | Voix   | %     | ± |
| ------------- | -------------------- | -------------------- | ------ | ----- | - |
|               | Conservateur         | Dymoke White         | 35,882 | 52,47 |   |
|               | Travailliste         | Ashley Bramall       | 32,501 | 47,53 |   |
| Majorité      | Majorité             | Majorité             | 3,381  | 4,94  |   |
| Participation | Participation        | Participation        |        | 70,96 |   |
|               | Conservateur retenir | Conservateur retenir | Swing  |       |   |

## Sources
- The Times House of Commons 1929, 1931, 1935, Politico's (reprint), 2003 (ISBN 1-84275-033-X)
- The Times House of Commons 1945, The Times, 1945
- The Times House of Commons 1950, The Times, 1950
- The Times House of Commons 1955, The Times, 1955